# Janice Alatoa
Janice Alatoa (* 30. Oktober 1988 in Port Vila, Vanuatu) ist eine vanuatuische Leichtathletin.
Sie vertrat ihr Land bei den Olympischen Spielen in London 2012 im 100-Meter-Lauf, schied dort jedoch in einer Zeit von 13,60 Sekunden als Siebte ihres Vorlaufes aus. Zeitweise war sie auch Teil der vanuatuischen Fußballnationalmannschaft der Frauen.